# Étendue de l'Empire français en 1810
 (septembre 2021).

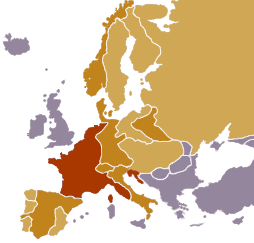
L'Empire français en 1811, états vassaux et alliés

Après la bataille de Trafalgar (21 octobre 1805), le Royaume-Uni est maitre des mers. Napoléon Ier veut lui imposer un blocus continental appliqué à toute l'Europe continentale qu'il domine.
Cette étendue de l'Empire français, appelé plus tard le Premier Empire.
Napoléon Ier compte en particulier sur Louis Bonaparte, roi de Hollande depuis 1806 après la création du Royaume de Hollande.

## Cas de la Hollande
La Hollande, pays essentiellement commerçant, s’accommodait mal des défenses que Napoléon Ier avaient faites aux peuples du continent, ses alliés, ou qui vivaient sous sa domination immédiate, d’avoir des relations commerciales avec l’Angleterre ; la Hollande ne peut se soutenir sans négoce ; elle fera donc, malgré les prohibitions impériales, des affaires avec les étrangers par tous les moyens possibles. Le roi Louis Bonaparte s’est fait Hollandais ; il aime son peuple, veut son bonheur et non sa ruine ; il lui permettra donc, en dépit des menaces de son frère tout-puissant, d’avoir des rapports d’intérêts avec la Grande-Bretagne. De là des altercations, des reproches amers. Le 4 juillet 1810, Louis, se voyant dans l’impossibilité de gouverner son État suivant les vœux de son cœur, quitte spontanément le trône sur lequel il était monté par complaisance, sinon avec répugnance.

## Étendue de l'Empire français
Napoléon, dans sa colère, fait rendre un sénatus-consulte dit organique (13 décembre 1810), qui porte que la Hollande, les villes hanséatiques, le Lauenbourg, tous les pays situés entre la mer du Nord et une ligne tirée depuis le confluent de la Lippe avec le Rhin, jusqu’à Halteren[Où ?], etc., font partie intégrante de l’Empire français ; les dits pays formeront dix départements. Un autre sénatus-consulte de la même époque déclare le Valais réuni à l’Empire ; ce pays formera un département
Après avoir reçu ces divers accroissements, l’Empire français s’étend de la Baltique au Garigliano, de l’Adriatique à l’Océan ; il contient 13 degrés de latitude et 24 de longitude ; sa surface équivaut à 36 000 lieues carrées et comprend 130 départements, sur lesquels vit une population d’environ 42 millions d’habitants.
Ces agrégations forcées de peuples si différents de mœurs, de coutumes, de cultes, ne formeront jamais une nation compacte : dans moins de quatre ans, les nouveaux réunis se montreront ouvertement, et les armes à la main, les ennemis de l’Empire et de son fondateur.